# Thám tử tư, hay Kế hoạch "Hợp tác"
Thám tử tư, hay Kế hoạch "Hợp tác" (tiếng Nga: Частный детектив или операция «Кооперация») là một phim hài của đạo diễn Leonid Gaidai, xuất bản tháng 11 năm 1990.

## Nội dung
Trong những năm cuối chế độ Soviet, thị trường tự do bắt đầu xuất hiện. Nền kinh tế tăng lên, nhưng thay đổi theo nhiều cách. Các hợp tác xã - doanh nghiệp tư nhân mở ở khắp mọi nơi như một kỷ nguyên mới của tinh thần khởi nghiệp.
Dmitry Puzyrev, một thanh niên nghiện tiểu thuyết trinh thám, quyết định mở cơ quan thám tử tư đầu tiên của thành phố. Ban đầu, Dmitry có một thời gian khó khăn để nhận được giấy phép cần thiết, nhưng nhận được nó với sự giúp đỡ của bạn mình, Victor. Dmitry và cha của anh ta cung cấp văn phòng của cơ quan, nhưng không thể tìm thấy bất kỳ khách hàng nào. Cảnh sát trưởng địa phương, Thiếu tá Cronin, rất bất chấp sự mạo hiểm của họ.
Đồng thời, Lena Pukhova, một nhà báo trẻ tuổi, đang tìm kiếm những câu chuyện cho tờ báo của mình và bị che khuất, ngụy trang mình là một gái mại dâm có cồn. Chẳng bao lâu sau, cô được giao nhiệm vụ xử lý hồ sơ của công ty Dimitry. Lena gặp Dmitry, người ngay lập tức yêu cô.
Cơ quan này là khách hàng thực sự đầu tiên của mình, Anna Petrovna, người yêu cầu Dmitry theo dõi người chồng bị bắt cóc Ivan Ivanovich, chủ tịch của "Joy Cooperative", một doanh nghiệp hàng đầu. Dmitry bắt đầu cuộc điều tra, với Lena liên tục nhưng vô tình cản đường anh ta. Dmitry cố gắng tìm kiếm chiếc xe được sử dụng bởi những kẻ bắt cóc, mà có thể đưa anh ta trên đường mòn của họ, nhưng vô ích.
Những kẻ bắt cóc sớm làm cho mình được biết đến bằng cách đòi tiền chuộc cho Ivan Ivanovich. Với sự giúp đỡ của cha mình, Dmitry quyết định tiến hành một cuộc phục kích nhưng sau đó rơi vào nanh vuốt kẻ xấu, cùng với Lena, người sẽ là con gái của Ivan Ivanovich. Trong một âm mưu xoay vòng, lĩnh tụ của bọn lừa đảo hóa ra là Viktor, bạn của Dmitry.
Nhận ra kế hoạch của mình đã bị hư hỏng, Viktor quyết định giết tù nhân của băng đảng: Dmitry, Lena và cha cô. Chỉ có can đảm và tháo vát của Dmitry mới có thể ngăn chặn bọn tội phạm.

## Chế tác
Phim được thực hiện tại Odessa từ tháng 3 đến tháng 9 năm 1989.

### Sản xuất
- Thiết kế sản xuất: Natalya Meshkova
- Phục trang: I. Belyakova, Tatyana Belyakovskaya
- Âm thanh: Raisa Margachyova

### Diễn xuất
- Dmitry Kharatyan – Dmitry Puzyrev, thám tử tư
- Irina Feofanova – Lena Pukhova, kí giả (Nadezhda Rumyantseva lồng tiếng)
- Spartak Mishulin – Georgy Mikhailovich Puzyrev, Dmitry's father
- Mikhail Svetin – Ivan Ivanovich Pukhov, Lena's father
- Nina Grebeshkova – Anna Petrovna Pukhova, Lena's mother
- Aleksandr Belyavsky – Major Kazimir Afanasyevich Cronin
- Leonid Kuravlyov – Semyon Semyonovich Sukhov, editor in chief
- Roman Madyanov – Victor, owner of the private public toilet "Comfort"
- Mikhail Kokshenov – Ambal, employee of the toilet "Comfort"
- Mentay Utepbergenov – Mao, employee of the toilet "Comfort"
- Yevgeny Zharikov – "Professor", bootlegger
- Leonid Yarmolnik – airliner hijacker
- Semyon Farada – Signore Concini, Italian Mafioso
- Muza Krepkogorskaya – gossiping neighbor
- Nikolai Parfyonov – N.I. Mogilny, chairman of the executive committee
- Vera Ivleva – N.B. Piratova, member of executive committee
- Viktor Filippov – S.P. Zahrebetny, member of executive committee
- Viktor Uralskiy – L.A. Atasovich, member of executive committee
- Nikolay Malikov – D.P. Pogrebnyuk, member of executive committee
- Yury Vorobyov – G.B. Mertvago patriotic member of executive committee
- Sergey Filippov – public toilet visitor
- Nikolai Rybnikov – MP candidate
- Natalya Krachkovskaya – airliner lady passenger
- Emmanuil Geller – airliner passenger №1
- Vladimir Druzhnikov – airliner passenger №2
- Nina Agapova – gypsy woman, chairman of the cooperative "Destiny"
- Anna Shatilova – cameo